# Echosmith

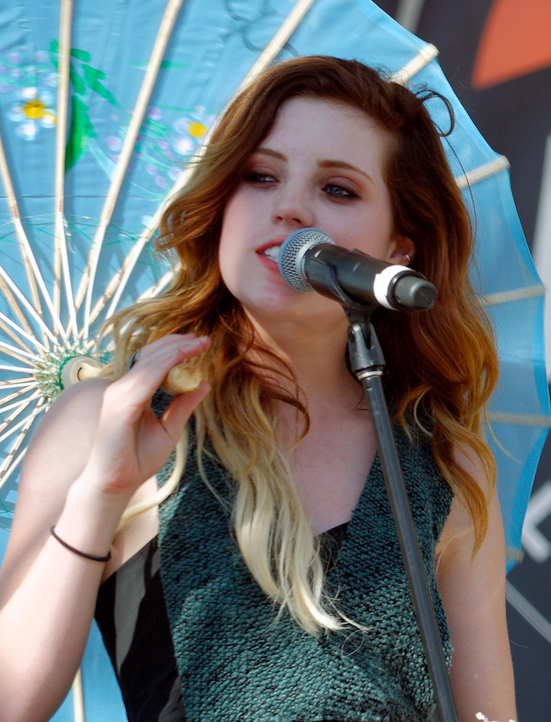
Вокалистка группы Сидни Сиро́та

Echosmith — американская инди-поп-группа, основанная в феврале 2009 года. В мае 2012 года подписали контракт с Warner Bros. Records.
Первый сингл группы «Tonight We’re Making History» был выпущен 5 июня 2012 года и был представлен в качестве промотрека для летних Олимпийских игр 2012 на канале NBC.
Наибольшую популярность им принёс сингл «Cool Kids», который достиг 13 строчки в чарте Billboard Hot 100 и стал дважды мультиплатиновым по оценке RIAA в США и Австралии. Сингл был переведен (с помощью субтитров) на 20 языков.

## Состав
Группа состоит из двух братьев и сестры:
- Сидни Сиро́та (англ. Sydney Sierota), 21 апреля 1997 (28 лет) — вокал;
- Грэм Сирота (англ. Graham Sierota), 5 февраля 1999 (26 лет) — ударная установка;
- Ной Сирота (англ. Noah Sierota), 1 января 1996 (29 лет) — бас‑гитара;

Бывшие участники:
- Джейми Сирота (англ. Jamie Sierota), 8 апреля 1993 (32 года) — гитара.

## Дискография

### Синглы
| Сингл                                                                       | Год  | Высшее место в хит-параде | Высшее место в хит-параде | Высшее место в хит-параде | Высшее место в хит-параде | Высшее место в хит-параде | Высшее место в хит-параде | Высшее место в хит-параде | Высшее место в хит-параде | Высшее место в хит-параде | Высшее место в хит-параде | Сертификация | Альбом           |
| Сингл                                                                       | Год  | US                        | US Adult                  | AUS                       | AUT                       | CAN                       | DEN                       | GER                       | NZ                        | SWI                       | UK                        | Сертификация | Альбом           |
| --------------------------------------------------------------------------- | ---- | ------------------------- | ------------------------- | ------------------------- | ------------------------- | ------------------------- | ------------------------- | ------------------------- | ------------------------- | ------------------------- | ------------------------- | --- | ---------------- |
| «Cool Kids»                                                                 | 2013 | 13                        | 5                         | 6                         | 5                         | 25                        | 6                         | 8                         | 13                        | 9                         | 17                        | - RIAA: 2× Платиновый - ARIA: 2× Платиновый - BPI: Серебряный - IFPI DEN: Золотой - MC: Платиновый - RMNZ: Золотой | Talking Dreams   |
| «I Heard the Bells on Christmas Day»                                        | 2013 | —                         | —                         | —                         | —                         | —                         | —                         | —                         | —                         | —                         | —                         | | non-album single |
| «Come Together»                                                             | 2014 | —                         | —                         | —                         | —                         | —                         | —                         | —                         | —                         | —                         | —                         | | Talking Dreams   |
| «Bright»                                                                    | 2015 | 57                        | 14                        | —                         | —                         | —                         | —                         | —                         | —                         | —                         | —                         | | Talking Dreams   |
| «—» означает, что сингл не попал в чарт или не был выпущен в данной стране. |      |                           |                           |                           |                           |                           |                           |                           |                           |                           |                           | |                  |

### Альбомы
8 октября 2013 вышел дебютный альбом «Talking Dreams».
| Talking Dreams                                                               | - Дата выпуска: 8 октября 2013 - Лейбл: Warner Bros. - Форматы: CD, LP, загрузка | 38 | 1 | 48 | 45 | 39 | 23 | 47 | 46 | 35 |  |  |  |
| Acoustic Dreams                                                              | Дата выхода: 2014                                                                |    |   |    |    |    |    |    |    |    |  |  |  |
| Inside A Dream                                                               | Дата выхода: 2017                                                                |    |   |    |    |    |    |    |    |    |  |  |  |
| An Echosmith Christmas                                                       | Дата выхода: 2017                                                                |    |   |    |    |    |    |    |    |    |  |  |  |
| Lonely Generation                                                            | Дата выхода: 2020                                                                |    |   |    |    |    |    |    |    |    |  |  |  |
| «—» означает, что альбом не попал в чарт или не был выпущен в данной стране. |                                                                                  |    |   |    |    |    |    |    |    |    |  |  |  |

29 сентября 2017 года вышел EP-альбом из семи композиций Inside a Dream.